# Conleth Hill
Conleth Seamus Eoin Croiston Hill (Ballycastle, 24 november 1964) is een Noord-Iers film-, televisie- en theateracteur.

## Biografie
Hill werd geboren in Ballycastle, County Antrim in Noord-Ierland.

## Carrière
Conleth Hill maakte zijn Broadway-debuut in Stones in His Pockets van Marie Jones.
Hill speelde de Duitse professor Max Staefel in een televisieversie van Goodbye, Mr. Chips uit 2002. Hij speelde "Mum" naar Peter Kay's personage "Geraldine McQueen" in Peter Kay's Britain's Got the Pop Factor... and Possibly a New Celebrity Jesus Christ Soapstar Superstar Strictly on Ice, een parodie op de populaire talentenjachten.
Sinds april 2011 speelt Hill de rol van Varys in de fantasy-televisieserie Game of Thrones van HBO.

### Filmografie
- 2020 Here Are the Young Men - als Mark Kearney
- 2020 Herself - als Aido Deveny
- 2011-2019 Game of Thrones - als Lord Varys (46 afl.)
- 2019 Official Secrets - als Roger Alton
- 2014 Serena - als Dokter Chaney
- 2014 Shooting For Socrates - als Jackie Fullerton
- 2013 Suits - als Edward Darby (6 afl.)
- 2011 Salmon Fishing in the Yemen - als Bernard Sugden
- 2009 Whatever Works - als Brockman
- 2009 Perrier’s Bounty - als Russ
- 2003 Intermission - als Robert
- 2002 Goodbye, Mr. Chips - als Max Staefel

- Bibsys: 10012370
- Gemeinsame Normdatei: 142478407
- International Standard Name Identifier: 0000 0000 8381 8318
- Library of Congress Control Number: no2006062810
- Nationale Bibliotheek van Israël: 987007327158605171
- Système universitaire de documentation: 174742290
- Virtual International Authority File: 51443662
- WorldCat: E39PBJk94GDGqJqPwbKV3CrDv3